# Bayota
Bayota è una città e sottoprefettura della Costa d'Avorio appartenente al dipartimento di Gagnoa. Conta una popolazione di 54 125 abitanti (censimento 2014).